# Kristin Lauter

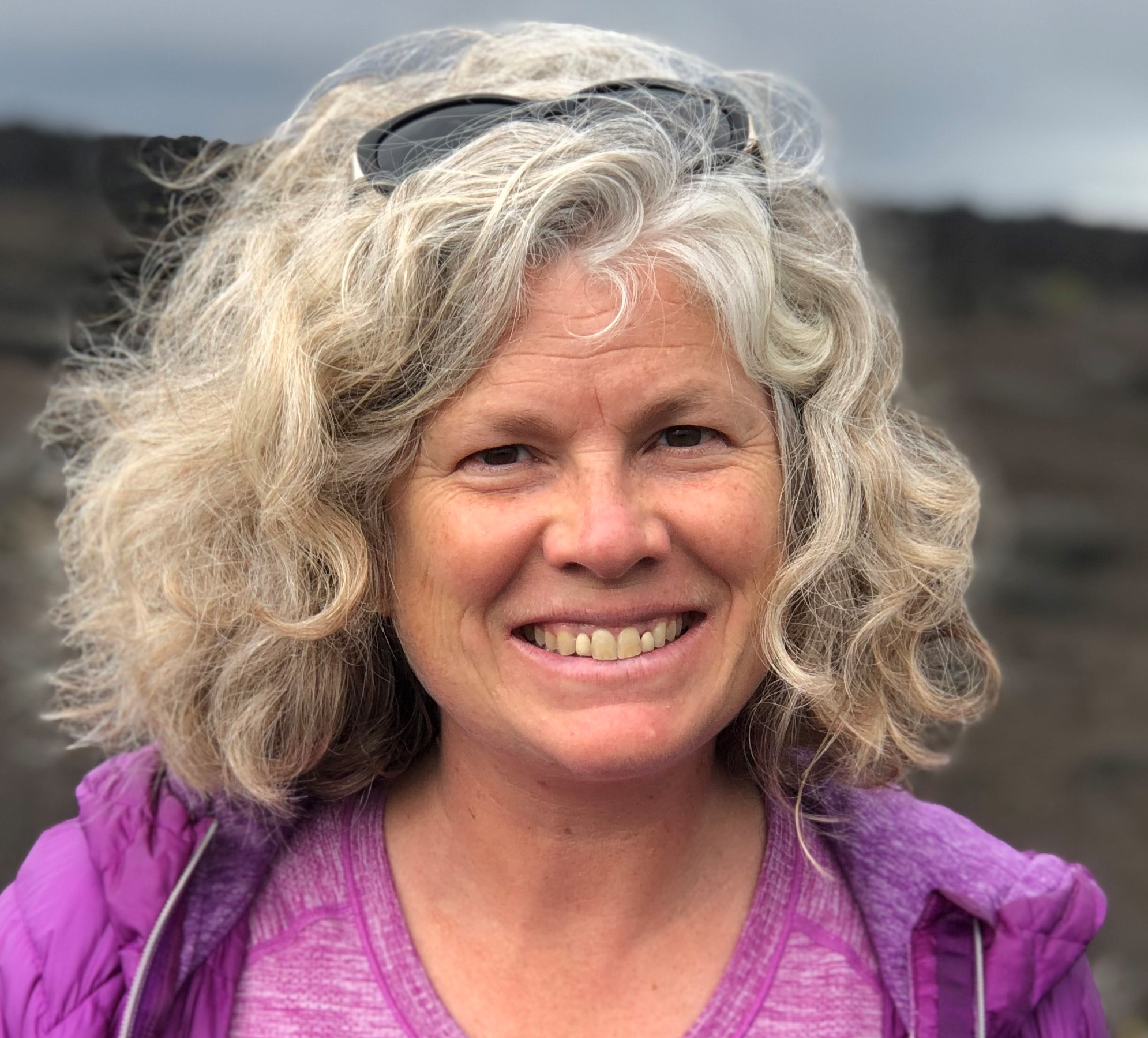
Kristin Lauter, 2019

Kristin Estella Lauter (* 8. Dezember 1969 in Wisconsin) ist eine US-amerikanische Mathematikerin.
Kristin Lauter studierte Mathematik an der University of Chicago mit dem Bachelor-Abschluss 1990 sowie dem Master-Abschluss 1991 und wurde dort 1996 bei Niels Nygaard promoviert (Ray class field constructions of curves over finite fields with many rational points). Von 1996 bis 1999 war sie T. H. Hildebrandt Research Assistant Professor an der University of Michigan. Außerdem war sie am Institut de Mathematiques Luminy und am Max-Planck-Institut für Mathematik in Bonn. Ab 2000 war sie bei Microsoft Research. 2006 wurde sie dort Senior Researcher und 2008 Principal Researcher sowie Forschungsmanager in der Kryptographie-Gruppe. Sie lehrt auch an der University of Washington.
Sie befasst sich mit arithmetischer Geometrie mit Anwendungen in der Kryptographie (Elliptic Curve Cryptography, Homomorphe Verschlüsselung, Supersinguläre Isogenie-Graphen in der Kryptographie).
Von 2015 bis 2017 war sie Präsidentin der Association for Women in Mathematics. Seit 2015 ist sie Fellow der American Mathematical Society. 2018 wurde sie Polya Lecturer der Mathematical Association of America.
Sie hält 30 US-Patente (2017).

## Schriften (Auswahl)
- mit S. Kamara: Cryptographic cloud storage, International Conference on Financial Cryptography and Data Security, 2010, S. 136–149
- mit M. Naehrig, V. Vaikuntanathan: Can homomorphic encryption be practical ?, Proceedings of the 3rd ACM workshop on Cloud computing security workshop 2011
- mit B. LaMacchia, A. Mityagin: Stronger security of authenticated key exchange, International conference on provable security, 2007, S. 1–16
- mit J. Benaloh, M. Chase, E. Horvitz: Patient controlled encryption: ensuring privacy of electronic medical records, Proceedings of the 2009 ACM workshop on Cloud computing security, 2009, S. 103–114
- The advantages of elliptic curve cryptography for wireless security, IEEE Wireless Communications, Band 11, Nr. 1, 2004, S. 62–67
- mit Juliana Belding, Reinier Bröker, Andreas Enge: Computing Hilbert Class Polynomials, ANTS-VIII – Eighth Algorithmic Number Theory Symposium, 2008, Arxiv (Selfridge Prize)